# Giuseppina Grassini
Giuseppina Grassini est une chanteuse d'opéra italienne, née à Varèse le 8 avril 1773 et morte à Milan le 3 janvier 1850, à la voix de contralto au timbre velouté et profond.

## Biographie
Issue d'une famille lombarde modeste - sa mère Giovanna Grassini est violoniste amateur et son père est comptable pour un couvent -, Giuseppina Grassini débute à 16 ans, à Parme dans La Pastorella nobile de Guglielmi, après s'être formée auprès du maître de chapelle de Varèse, Domenico Zucchinetti.  
Installée à Milan pour travailler avec Antonio Sacchi, professeur au conservatoire, elle chante à la Scala à 17 ans, et ses jeunes années se partagent entre la Scala et La Fenice, surtout pour des opéras bouffes. Elle crée le nouvel opéra de Cimarosa Artemisia di Caria. Elle aborde ensuite des rôles tragiques qui vont mieux à sa vocalité. Appelée à la Scala, elle participe à la création d'Artaserse de Zingarelli et  Demofoonte de Marc'Antonio Portogallo. A 20 ans, elle est déjà au sommet.
En 1800, elle se produit à la Scala devant Bonaparte, vainqueur récent de la bataille de Marengo, et chante La Marseillaise. Elle devient la maîtresse du Premier Consul qui l'amène à Paris. Elle chante à plusieurs céméronies officielles, comme la fête de la Concorde, le 14 juillet aux Invalides. Elle part ensuite en tournée avec le violoniste Pierre Rode, revient en Italie, puis va se mesurer à Londres avec la soprano anglaise Elizabeth Billington. 
En 1806, Napoléon la rappelle à Paris où elle est nommée Première cantatrice de sa Majesté l'Empereur et, aux côtés de Crescentini et le ténor Brizzi, elle anime les soirées de la cour. Elle chante aussi au théâtre italien, à partir de 1813.
Après l'abdication, la Grassini retourne un temps à Londres (Haymarket), à Rome, puis revient à Paris lors des Cent-Jours et sous la Restauration. Toujours coquette, elle devient la maîtresse de Wellington, le vainqueur de Waterloo, qui a été nommé ambassadeur à Paris auprès de Louis XVIII. Cependant ses relations anciennes avec Napoléon ne sont pas du goût du nouveau roi et d'Angelica Catalani, qui dirige le Théâtre italien. Comprenant qu'elle n'a plus rien à attendre à Paris, Grassini retourne en Italie. Elle fait ses adieux à la scène en 1823 à Florence dans la Cleopatra de Paër.
Elle partage alors son temps entre Milan et Paris où elle tient un salon, recevant de nombreuses personnalités musicales. Elle guide les débuts de ses deux nièces (filles de sa sœur Giovanna) chanteuses : Giuditta et Giulia Grisi. 
Sans quitter le cadre de l'opéra seria et face à des concurrentes se grisant de virtuosités vocales, la Grassini a incarné un chant plus expressif, plus émouvant, laissant présager le romantisme. Les cantatrices de la nouvelle génération (Isabella Colbran et Giuditta Pasta) se réclameront d'elle.
À la fin de sa vie, elle s'installe à Milan où elle meurt le 3 janvier 1850.

## Iconographie
Un portrait de  Giuseppina Grassini attribué à Marie-Guillemine Benoist est conservé au Musée des Beaux-Arts de Beaune.   

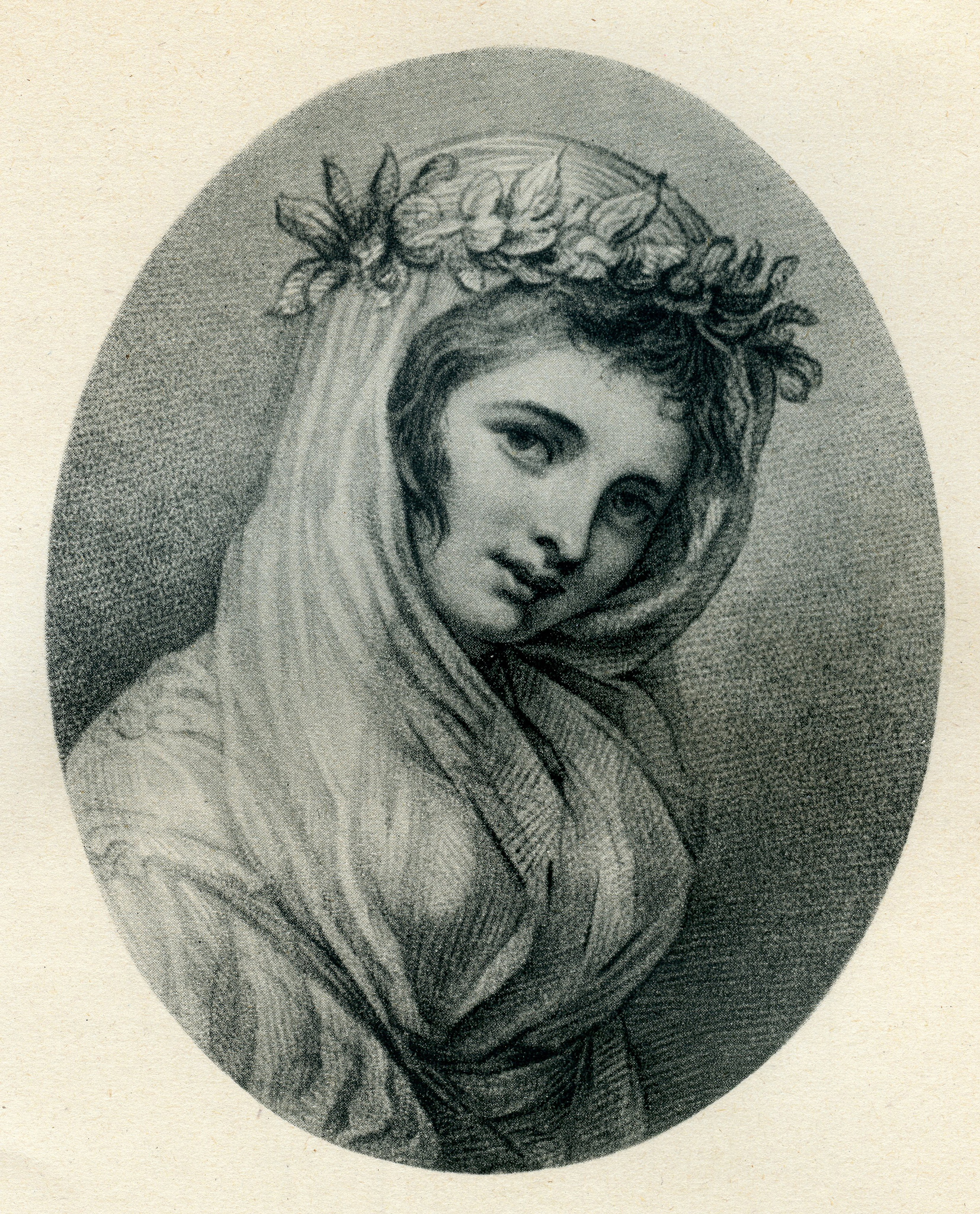
Dessin. Portrait de Giuseppina Grassini par P. Condé, début XIXe
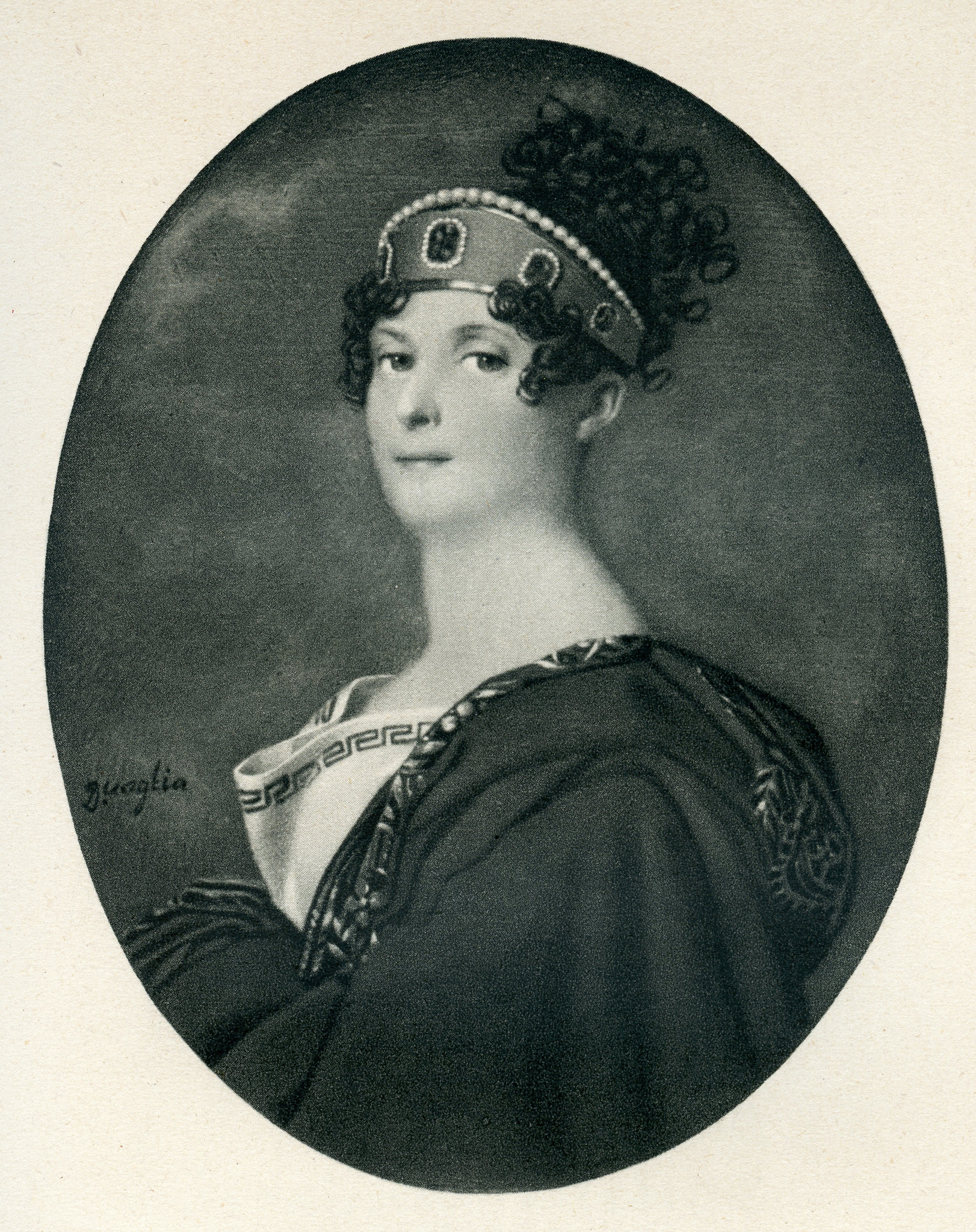
Peinture. Portrait de Giuseppina Grassini par Ferdinand Quaglia. Début XIXe siècle.
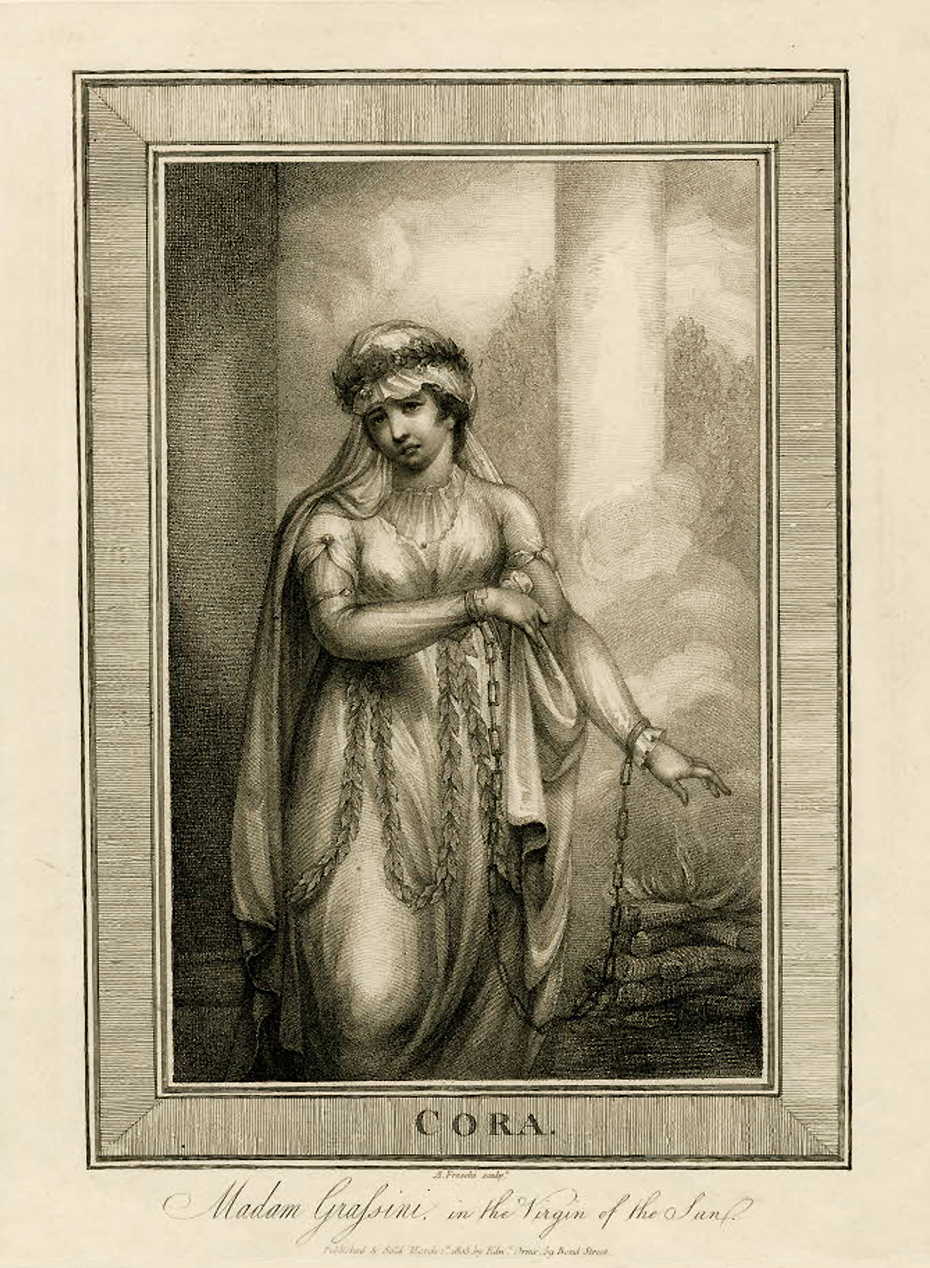
Giuseppina Grassini, dans le rôle de Cora, Vierge du soleil. Gravure 19e siècle. A. Freschi
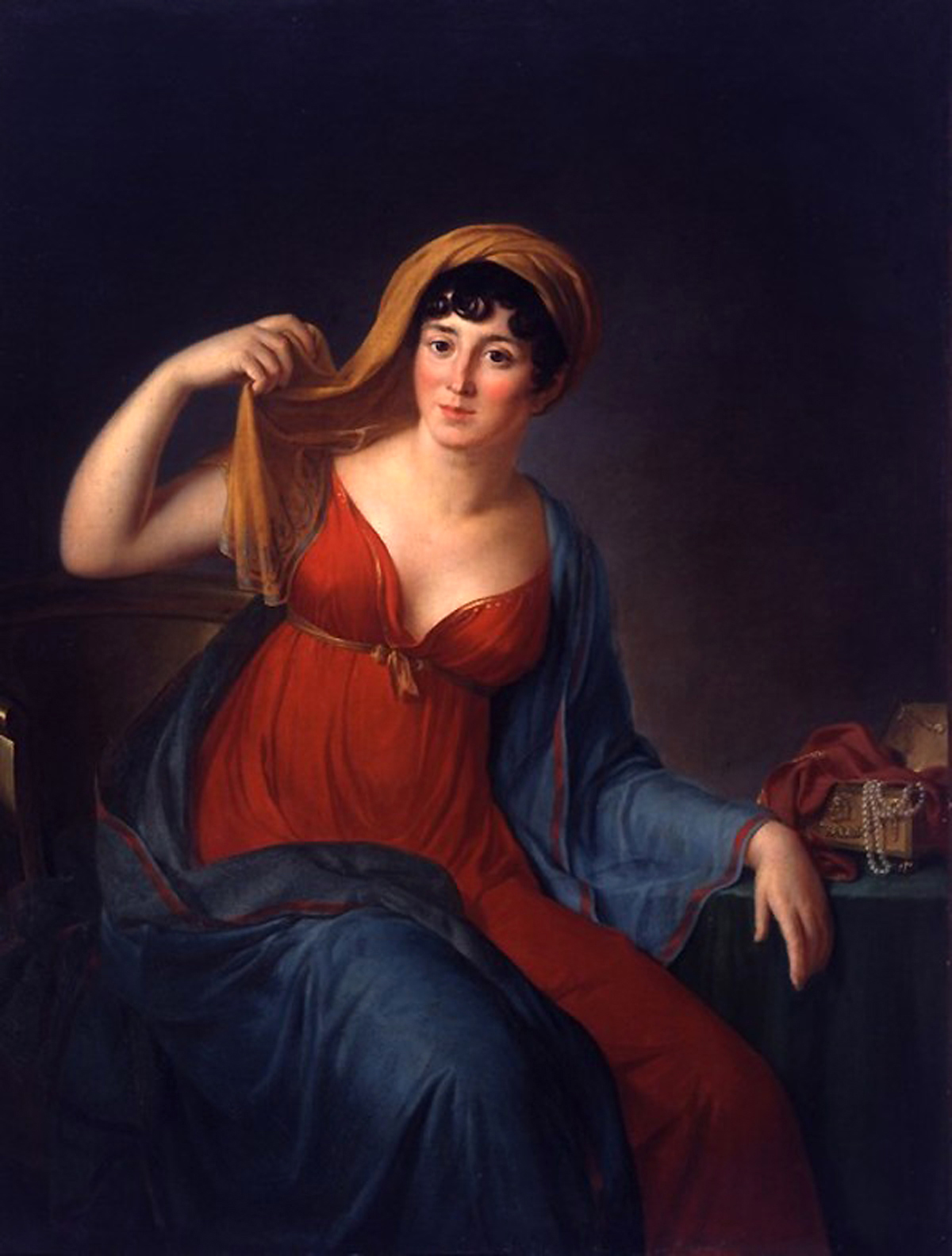
Peinture. Portrait de Giuseppina Grassini attribué à Marie-Guilhelmine Benoist, Musée des Beaux-Arts de Beaune
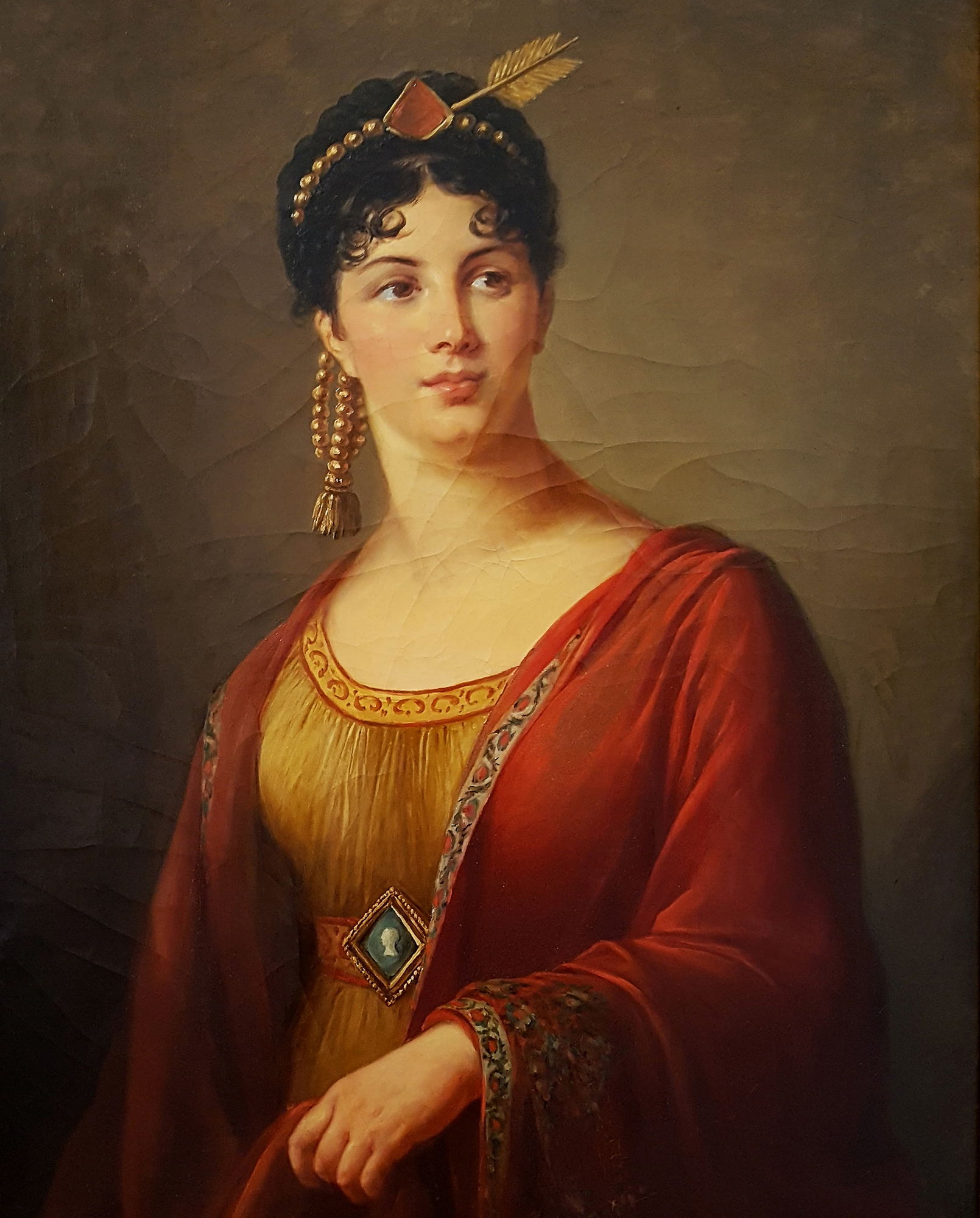
Giuseppina Grassini, par Elisabeth Vigée-Lebrun.1803. Musée Calvet, Avignon